# Vuelo 530 de Avensa
El vuelo 530 de Avensa era un vuelo entre Porlamar y Cumaná que se estrelló en el cerro El Piache de la Isla de Margarita el 25 de febrero de 1962, matando a 20 pasajeros y tres miembros de la tripulación.

## Aeronave
La aeronave empleada en el vuelo 530 fue un Fairchild F-27, fabricado en 1958 y despachado a Avensa el 18 de septiembre de ese mismo año.
Como dato relevante cabe destacar que al mes de servicio este avión se vio envuelto en un aterrizaje de emergencia en el Aeropuerto Luisa Cáceres de Arismendi el 22 de octubre de 1958, en el que no hubo saldo trágico ni lesionados a bordo, pues producto de una falla en el tren de aterrizaje aterrizó de barriga. Luego de este incidente el avión fue reparado y puesto nuevamente en servicio semanas después.

## Choque contra la montaña
El avión volaba hacia Cumaná cuando a las 6:32 a. m., según varios relojes hallados en el lugar del accidente, se estrelló contra el cerro El Piache, matando a todos los 23 ocupantes a bordo. La aeronave fue destruida con el impacto, al igual que los cuerpos hallados. Allí perdieron la vida Luis Marín y Domingo Marcano, ambos nativos del Valle del Espíritu Santo.

## Reseña televisiva
Este accidente fue reseñado en el micro Historia de accidentes aéreos en Venezuela del canal Globovisión el 23 de febrero de 2008, con motivo del accidente del vuelo 518 de Santa Bárbara Airlines.

## Similitud con el vuelo 253 de Aeropostal
El 27 de noviembre de 1956 el vuelo 253 de Aeropostal, un Lockheed Super Constellation L-1049, se estrelló en la ladera occidental de la Silla de Caracas, sin dejar sobrevivientes entre los 25 ocupantes a bordo. Al igual que el vuelo 530, la tripulación del vuelo 253 voló con malas condiciones meteorológicas, además de calcular mal la aproximación y descenso a Maiquetía, destino final de este vuelo.